# Ґао Фен
Ґао Фен  (кит.: 高峰, 2 лютого 1982) — китайська дзюдоїстка, олімпійська медалістка.

## Виступи на Олімпіадах
| Олімпіада  | Дисципліна                | Місце |
| ---------- | ------------------------- | ----- |
| Афіни 2004 | дзюдо, надлегка категорія | 3T    |